# Propolymixis
Propolymixis là một chi bướm đêm thuộc họ Noctuidae.